# Şcheipoort

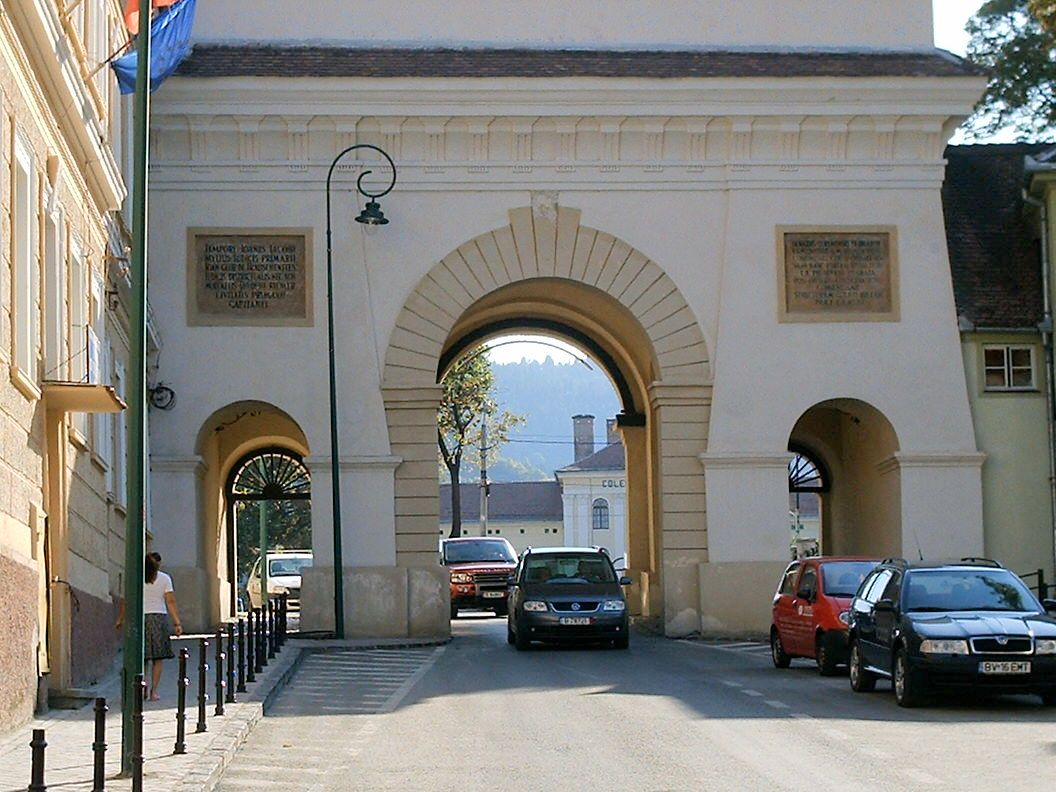
De Şcheipoort in Braşov

De Şcheipoort (Roemeens:  Poarta Şchei) is een stadspoort in Brașov (Roemenië). Het staat vlak naast de Catherinapoort. Ze werd gebouwd in 1827 en 1828 om hoger verkeer door te kunnen laten. De Catherinapoort werd vervolgens dichtgemetseld en als opslagplaats gebruikt.
Het is een klassieke poort, lijkend op een triomfboog, met drie doorgangen: een middelste voor algemeen verkeer en twee kleine zijpoorten voor voetgangers. De Latijnse inscriptie boven de kleine doorgangen vermelden de constructiedatum en het feit dat de poort werd gebouwd na het bezoek van de Oostenrijkse keizer Frans I aan Braşov in 1817.